# A8 (Zypern)
Die Autobahn A8 ist eine geplante Autobahn in Zypern. Zurzeit ist die Untersuchung der Machbarkeit einer Autobahn im Gange, welche die Hafenstadt Limassol mit der Region Saittas an der Hauptstraße B8 im Troodos-Gebirge verbindet. Sie soll 22,5 km lang sein.

## Straßenbeschreibung
Die Autobahn soll bei Limassol beginnen und von dort nach Norden Richtung Palodia führen. Von dort soll sie weiter über Alassa ins Troodos-Gebirge nach Saittas verlaufen.

## Geschichte
Die 22,5 km lange Autobahn wurde in drei Bauabschnitten bei Gesamtkosten von 198 Millionen Euro geplant. Mit dem Bau des ersten 3,6 km langen Teilstücks im Süden zwischen Limassol und Palodia wurde im September 2020 begonnen. Das Teilstück sollte Ende 2023 freigegeben werden, die Fertigstellung verzögerte sich aber. Der Bau des  8 km langen zweiten Abschnitts zwischen Palodia und Alassa soll 2024 beginnen und vier Jahre dauern. Das letzte und teuerste Teilstück ist 10,8 km lang und soll zwischen Alassa und Saittas entstehen. Wegen der bergigen Umgebung werden dort unter anderem ein 310 Meter langer Tunnel und zwei Talbrücken benötigt, weshalb Kosten von 89,2 Millionen € veranschlagt wurden. Wann dieser Teil gebaut wird, ist noch offen und wird erst während der Arbeiten am zweiten Abschnitt festgelegt.